# Parafia św. Barbary w Sołku
Parafia św. Barbary w Sołku – jedna z 11 parafii rzymskokatolickich dekanatu opoczyńskiego diecezji radomskiej. 

## Historia

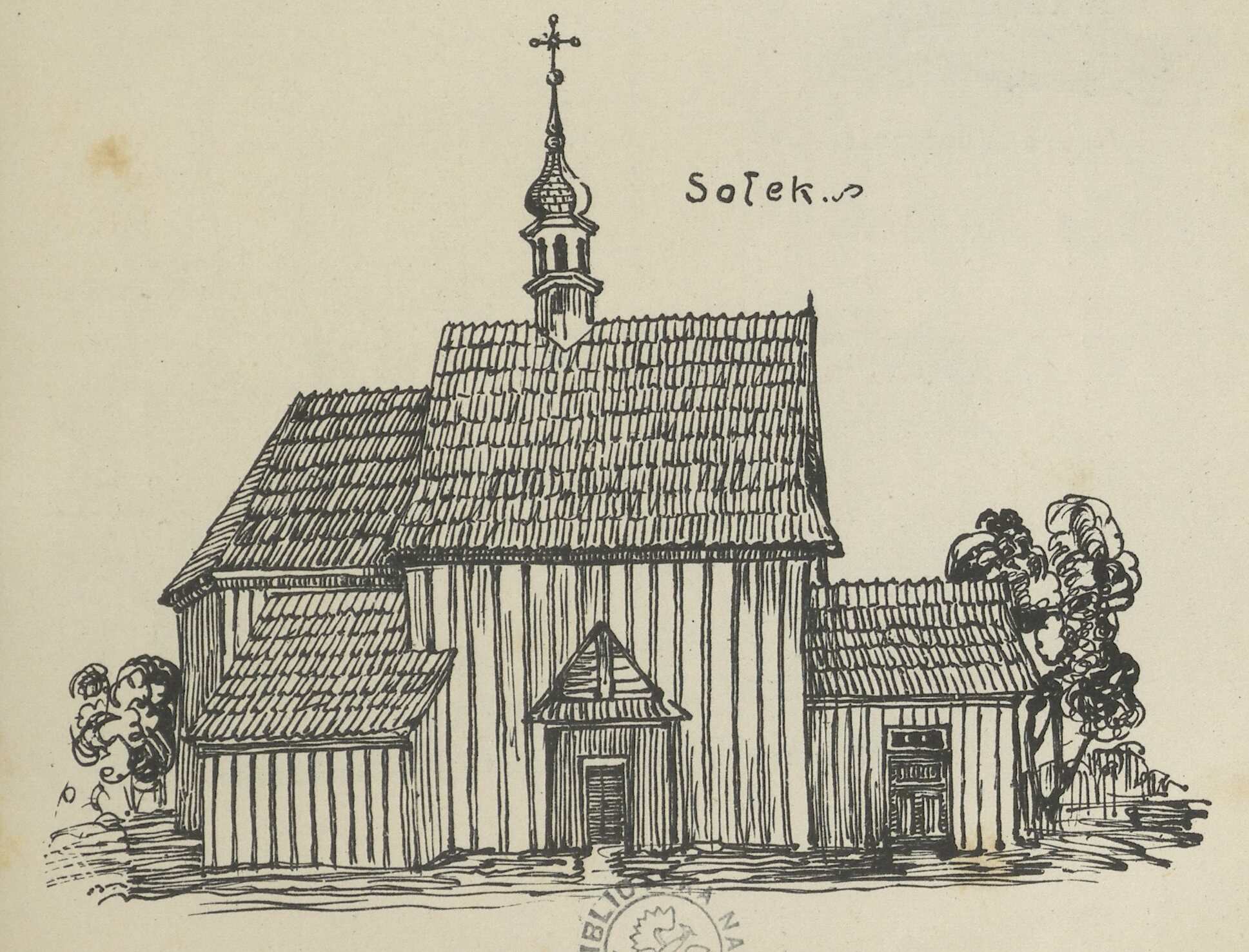
Kościół przed 1913

Pierwotny kościół drewniany był fundowany w 1445 przez Mszczuja ze Skrzynna herbu Łabędź, starostę opoczyńskiego. Parafia o nazwie Damniewice albo Damujowice została erygowana 14 lipca 1445 przez arcybiskupa gnieźnieńskiego Wincentego Kota dla mieszkańców i służby zamku królewskiego Damniewice i ludności pobliskiej wsi Wygnanów. Została ona uposażona dziesięcinami z Gielniowa oraz Kszczonowskiej Woli. W połowie XVI w. parafia przestała istnieć, prawdopodobnie wskutek zniszczenia zamku i okolicy przez Szwedów oraz rozwoju Gielniowa lokowanego jako miasto. Ponownie została erygowana pod nazwą Sołek (Damujowice już nie istniały) w połowie XVIII w. Około 1675 wybudowano kościół pw. św. Barbary, ale wzniesiono go w innym miejscu niż pierwotny. W XIX w. dobudowano do niego kaplicę. W latach 1930–1932 kościół rozbudowano, a w 1957 restaurowano. 18 lutego 2008 ten zabytkowy kościół doszczętnie spłonął. Na fundamentach spalonej świątyni wybudowano nowy murowany kościół wzorowany na poprzednim. Konsekracji dokonał bp Henryk Tomasik 4 grudnia 2010. Dedykacji kościoła dokonał bp Marek Solarczyk 30 września 2021.

## Proboszczowie
- 1975–1986 – ks. Stanisław Przyjałkowski
- 1986–1988 – ks. Edward Adamski
- 1988–2008 – ks. Stanisław Jerzy Lachtara
- 2008–2015 – ks. dr Julian Sobczyk
- 2015–2023  – ks. dr Sławomir Olak
- od 2023 – ks. Aleksander Mańka

## Zasięg parafii
Do parafii należą wierni z miejscowości: Poręby, Sołek, Strzeszkowice, Trzebina, Twarda, Wólka Karwicka, Wygnanów, Wygnanów-Kolonia, Zameczek.